# Broșteanca, Teleorman
Broșteanca este un sat în comuna Bogdana din județul Teleorman, Muntenia, România. Se află în partea de sud a județului, în Câmpia Găvanu-Burdea. La recensământul din 2002 avea o populație de 243 locuitori.
Casele Ion Popa (datată 1910) și Constantin Cutieru (1920) au statut de monument istoric.